# Phytoseius neocorniger
Phytoseius neocorniger är en spindeldjursart som beskrevs av Gupta 1977. Phytoseius neocorniger ingår i släktet Phytoseius och familjen Phytoseiidae. Inga underarter finns listade i Catalogue of Life.